# 永井良三
永井 良三（ながい りょうぞう、1949年 - ）は、日本の医学者、医師。東京大学名誉教授。専門は循環器内科学。学位は医学博士。

## 経歴
- 1968年3月 - 開成高等学校卒業
- 1974年9月 - 東京大学医学部医学科卒業
- 1975年1月 - 東京大学医学部附属病院内科研修医
- 1977年1月 - 東京女子医科大学附属心臓血圧研究所 研修生
- 1977年8月 - 東京大学医学部附属病院 第三内科医員
- 1983年7月 - 米国バーモント大学生理学教室客員准教授
- 1988年7月 - 東京大学医学部附属病院検査部講師
- 1991年4月 - 東京大学医学部第三内科講師
- 1993年3月 - 東京大学医学部第三内科助教授
- 1995年4月 - 群馬大学医学部第二内科教授
- 1996年4月 - 群馬大学医学部附属病院医療情報部長
- 1999年5月 - 東京大学大学院医学系研究科内科学専攻循環器内科教授
- 2001年4月 - 東京大学医学部附属病院副病院長
- 2003年4月 - 東京大学医学部附属病院病院長
- 2009年7月 - 東京大学医学部附属病院トランスレーショナルリサーチセンターセンター長
- 2012年4月 - 自治医科大学学長
- 2019年5月 - 宮内庁皇室医務主管

## 受賞・栄典
- 1998年 ベルツ賞2等賞
- 2009年 紫綬褒章

## 社会との関わり
- ディオバン事件が発覚した時期に日本循環器学会の代表理事を務めていた。
- 共著者となっていた論文について、2013年5月に11jigenによって研究不正の疑義を告発された[1]。
- 責任著者となっていた論文に不自然な画像の酷似があることが、2015年1月に匿名Aによる論文大量不正疑義事件において指摘された。
- 共著者となっていた論文について、2016年8月にOrdinary researchersによって研究不正の疑義を告発された[2]。
- 座長を務めた新型コロナウイルス感染症対応に関する有識者会議の報告書について、尾身茂は事実では無いことが書かれていると著書で主張した[3]。